# Atheris katangensis
Espèce
Atheris katangensis est une espèce de serpents de la famille des Viperidae. 

## Répartition
Cette espèce est endémique du Katanga en République démocratique du Congo.

## Étymologie
Son nom d'espèce, composé de katang[a] et du suffixe latin -ensis, « qui vit dans, qui habite », lui a été donné en référence à la province de Katanga.

## Publication originale
- de Witte, 1953 : Exploration du Parc National de l'Upemba. Mission G.F. de Witte en collaboration avec W. Adam, A. Janssens, L. van Meel et R. Verheyen (1946-1949). Reptiles, fasc. 6, p. 1–322.